# Siler hanoicus
Siler hanoicus là một loài nhện trong họ Salticidae.
Loài này thuộc chi Siler. Siler hanoicus được Jerzy Prószyński miêu tả năm 1985.